# Скрипник, Дмитрий Андреевич
Дмитрий Андреевич Скрипник (1898 — ?) — директор Ждановского совхоза Кокчетавской области. Герой Социалистического Труда (1957).

## Биография
Родился в деревне Опошня Зеньковского уезда Полтавской губернии (ныне — посёлок на территории упраздненного в 2020 г. Зеньковского района Полтавской области).
В декабре 1916 — октябре 1917 гг. — в составе 536-го полка царской армии на австрийском фронте 1-й мировой войны.
В 1918—1921 гг. — участник Гражданской войны, устанавливал советскую власть на Украине.
Был организатором коммуны «Надежда» в селе Матвеевка Котелевского района Милорадовского сельского совета Полтавской области.
С октября 1934 г. по февраль 1941 г. — директор МТС имени Сталина.
В октябре 1941 г. эвакуирован в Медведицкий район Сталинградской области (ныне — Жирновский район Волгоградской области), работал директором Новинской МТС.
В июле 1943 г. отозван ЦК ВКП(б) для работы на освобождённых от захватчиков территорий.
В декабре 1943 г. назначен 1-м секретарем Больше-Белозерского райкома КП Украины. В феврале 1948 г. освобожден с данного поста и назначен директором совхоза «Переможец» Акимовского района Запорожской области.
В 1954 г. выехал в Казахскую ССР, где осваивал целинные земли. Работал директором совхоза им. Жданова в Айыртауском районе Кокчетавской области.
Член КПСС с 1930 года. Был делегатом XX съезда партии.
С 1958 года — на пенсии.
Дата и место смерти неизвестны.

## Награды
- Герой Социалистического Труда (11.01.1957)
- Орден Ленина (11.01.1957)
- Орден Трудового Красного Знамени (07.02.1939)
- Орден «Знак Почёта» (23.01.1948)

## Память
В центре пгт Котельва Герою на Аллее славы установлена мемориальная стела.